# 宮嶋誠一
宮嶋 誠一（みやじま せいいち、1958年8月3日 - ）は、日本の経営者。野村不動産社長、会長を務めた。東京都出身。

## 経歴・人物
1981年に早稲田大学理工学部を卒業し、同年に野村不動産に入社した。2004年に取締役に就任し、2014年に副社長を経て、2015年6月に社長に就任。2021年4月に副会長に就任。